# Щербаково (Омская область)
Щербаково — деревня в Знаменском районе Омской области. Входит в состав Знаменского сельского поселения.

## История
Основана в 1776 году[уточнить]. В 1928 г. состояла из 77 хозяйств, основное население — русские. Центр Щербаковского сельсовета Знаменского района Тарского округа Сибирского края.

## Население
| 1926 | 2002 | 2010 |
| ---- | ---- | ---- |
| 419  | ↘63  | ↘42  |